# Federazione cestistica della Giordania
La Federazione cestistica della Giordania è l'ente che controlla e organizza la pallacanestro in Giordania.
La federazione controlla inoltre la nazionale di pallacanestro della Giordania. Ha sede a Amman e l'attuale presidente è Tarek Zubi.
È affiliata alla FIBA dal 1961 e organizza il campionato di pallacanestro della Giordania.